# Griffon fulvo da Bretanha
A griffon fulvo da Bretanha[Nota] (em francês:  griffon fauve de Bretagne) é uma das mais antigas raças de sabujos da França, cujos primeiros relatam datam do século XIV, quando o cavalheiro Huet des Ventes apresentou sua matilha com estes cães. Na Bretanha, muito usado na caça às raposas, sofreu um declínio de sua população após o século XIX devido ao desaparecimento destas presas do território. Hoje raros, tiveram seu primeiro clube fundado em 1949, por Marcel Pambrun, que buscava manter a qualidade destes animais. Fisicamente, é um cão bastante musculoso e resistente ao cansaço. Ativo, tem bom faro e é considerado um caçador fervoroso, calmo com as pessoas, afetivo e equânime. Apesar do temperamento ousado, é obediente.